# Aci, Galatea e Polifemo

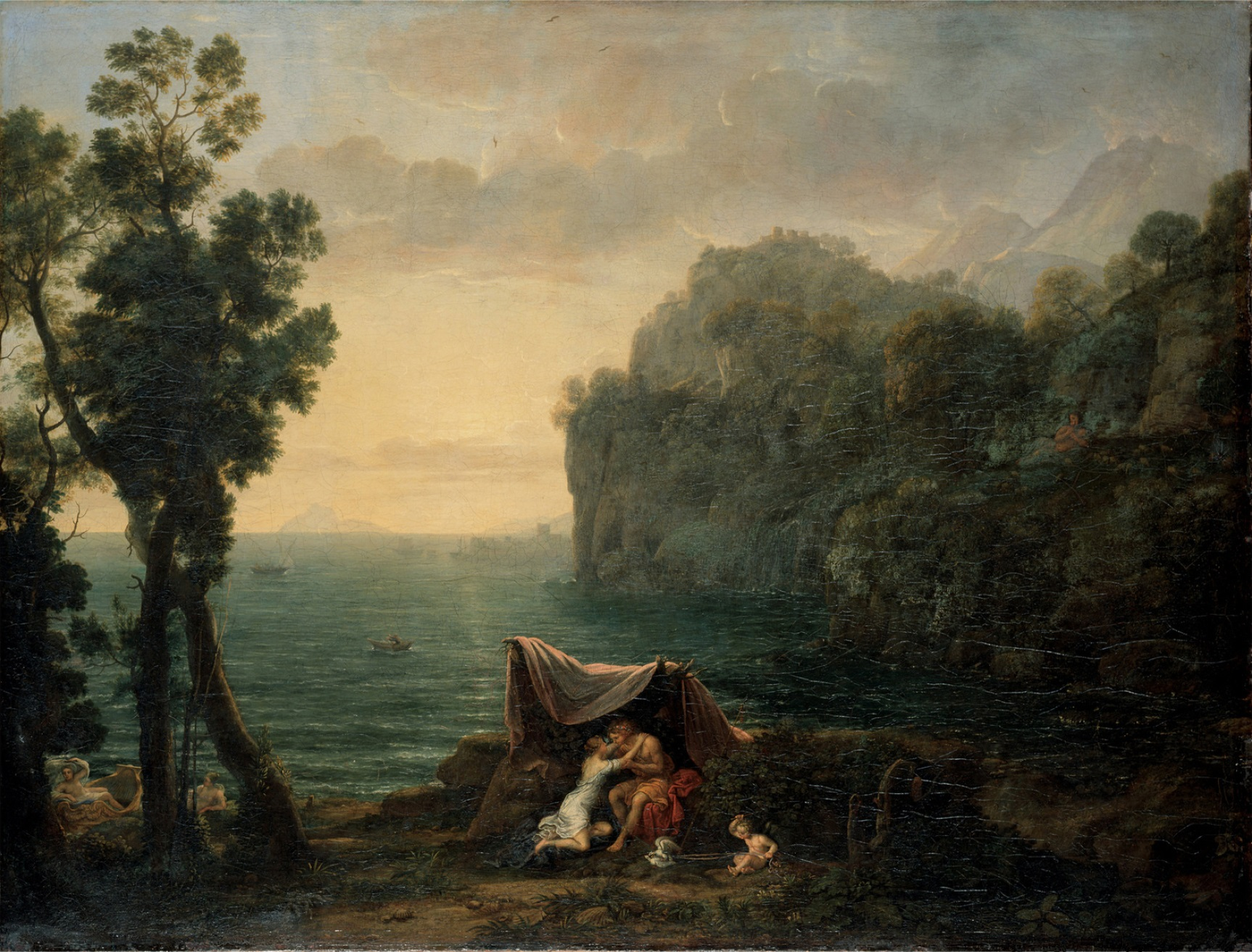
Acis y Galatea de Claude Lorrain

Aci, Galatea e Polifemo (Acis, Galatea y Polifemo) es el nombre de una cantata dramática, también denominada serenata, de Georg Friedrich Händel; la pieza es de 1708, y figura en el catálogo habitual como HWV 72.
Fue encargada por Aurora Sanseverino, duquesa de Laurenzana, para la boda de su sobrina Beatrice, y se volvería a emplear en 1711 para la boda de su hijo Pasquale. 
La trama es casi idéntica a la de una obra posterior de Händel: Acis y Galatea (HWV 49, tal vez de 1718). En una y en otra se desarrolla una historia basada en un poema de Teócrito, escrito en torno al año 275 a. C., sobre el amor del cíclope Polifemo por la nereida Galatea. Al rechazarlo ella en favor del pastor Acis, el celoso Polifemo mata al pastor arrojándole un canto rodado. Desesperada por el dolor, Galatea transforma la sangre en el río Acis. Según algunas versiones, Galatea terminó siendo madre con Polifemo de Gálata, Celto e Ilirio, dioses epónimos de los gálatas, los celtas y los ilirios.
El libreto está escrito en italiano por Niccolò Giuvo, secretario privado y asesor de literatura de la duquesa. Händel terminó el puntaje el 16 de junio de 1708 y se estrenó el 19 de julio de ese año en Nápoles.